# Patricia Cornwell
Patricia Cornwell, nascida Patricia Carroll Daniels (Miami, 9 de junho de 1956) é uma escritora norte-americana de romances policiais.
Patrícia Cornwell começou a carreira como repórter policial. Como escritora, notabilizou-se pelos romances policiais que têm como personagem principal a Dra. Kay Scarpetta, médica-legista. Seus livros vêm acumulando prêmios e frequentam sistematicamente a lista dos mais vendidos.
Patrícia é descendente de Harriet Beecher Stowe.

## Biografia
Patricia nasceu em 1956, em Miami, filha de Sam Daniels, um advogado e de Marilyn Zenner, uma secretária, a filha do meio entre os três filhos do casal. Seu pai era um dos advogados da corte de apelações e trabalhou para o juiz da Suprema Corte, Hugo Black. Descendente de Harriet Beecher Stowe, Patricia teve uma infância traumática, sofreu abuso emocional pelo pai, e traumatizada com a depressão da mãe, Patricia ficou aos cuidados da Assistência Social e compreendeu logo a negligência da sociedade americana para com as vítimas de violência. Da infância traumática a uma adolescência problemática e rebelde, Cornwell enfrentou bulimia, anorexia, alcoolismo e depressão na adolescente e na vida adulta.
Após a formatura no Davidson College, na Carolina do Norte, em 1979 Patricia começou a trabalhar no jornal Charlotte Observer, onde escrevia notícias e artigos policiais. Cornwell ganhou o North Carolina Press Association por uma reportagem sobre a prostituição e os crimes no centro da cidade de Charlotte.

## Carreira
Seu primeiro livro, intitulado Postmortem, foi publicado em 1990, o livro foi rejeitado por sete grandes editoras, porém após a sua publicação ganhou os prêmios Edgar, Creasey, Anthony e Macavity Awards além do francês Prix du Roman d’Aventure em um único ano, e em seu primeiro livro.O sucesso foi tamanho que Patricia começou uma série de livros protagonizados pela médica-legista Kay Scarpetta.Em 1999 a personagem Kay Scarpetta venceu o Sherlock Award por Melhor Detetive.
Além de Kay Scarpetta, Cornwell também escreveu três livros protagonizados por Andy Brazil: Hornet’s Nest (1996), Southern Cross (1998), e Isle of Dogs (2001), dois livros de receitas: Scarpetta’s Winter Table (1998) e Food to Die For (2001), e um livro infantil: Life’s Little Fable (1999). Cornwell escreveu também um livro sobre Jack o estripador, Portrait of a Killer: Jack the Ripper—Case Closed (2002), onde Cornwell alimenta a hipótese de Walter Sickert ser o estripador.

## Vida pessoal
Em 14 de junho de 1980, logo após se formar no Davidson College, Patricia se casou com um de seus professores de inglês, Charles L. Cornwell, 17 anos mais velho. O professor Cornwell largaria a carreira docente para se tornar pastor, em 1989 e não concordando com a decisão, Patricia pediu o divórcio em 1989, mas manteve o sobrenome do marido.
Em 2006, Patricia se casou com Staci Ann Gruber, professora associada de psiquiatria da Universidade Harvard. Mas a notícia de seu casamento só foi revelada à imprensa em 2007.

## Obras
No Brasil, todos os livros foram publicados pela Editora Companhia das Letras. O primeiro romance publicado no país foi o segundo.

### Série da Kay Scarpetta
1. Postmortem (1990) Post-Mortem (1995)
2. Body of Evidence (1991) Corpo de Delito (1995)
3. All That Remains (1992) Restos Mortais (1997)
4. Cruel and Unusual (1993) Desumano e Degradante (1996)
5. The Body Farm (1994) Lavoura de Corpos (1998)
6. From Potter's Field (1995) Cemitério de Indigentes (1997)
7. Cause of Death (1996) Causa Mortis (2000)
8. Unnatural Exposure (1997) Contágio Criminoso (2001)
9. Point of Origin (1998) Foco Inicial (2002)
10. Black Notice (1999) Alerta Negro (2004)
11. The Last Precinct (2000) A Última Delegacia (2005)
12. Blow Fly (2003) Mosca Varejeira (2006)
13. Trace (2004) Vestígio (2008)
14. Predator (2005) Predador (2009)
15. Book of the Dead (2007) Livro dos Mortos (2010)
16. Scarpetta (2008) Scarpetta (2012)
17. The Scarpetta Factor (2009) O Fator Scarpetta (2013)
18. Port Mortuary (2010) Necrotério (2014)
19. Red Mist (2011)
20. The Bone Bed (2012)
21. Dust (2013)
22. Flesh and Blood: A Scarpetta Novel (2014)
23. Depraved Heart (2015)
24. Chaos (2016)
25. Autopsy (2021)

Andy Brazil
- Hornet’s Nest (1996)
- Southern Cross (1998)
- Isle of Dogs (2001)

### Série Win Garano
- At Risk (2006) Em Risco (Companhia das Letras, 2011)
- The Front (2008)

### Série Captain Chase
- Quantum (2019)
- Spin (2020)

### Infantil
- Life’s Little Fable (1999)

### Outros (Não-ficção)
- A Time for Remembering: The Ruth Graham Bell Story (1983)
- Scarpetta’s Winter Table (1998)
- Food to Die For (2001)
- Jack the Ripper—Case Closed (2002) * Retrato de um assassino: Jack, o Estripador: caso encerrado (2003)
- Ripper: The Secret Life of Walter Sickert (2017)

## Prêmios
As histórias realistas protagonizadas por Kay Scarpetta garantiram a Patrícia Cornwell diversos prêmios e indicações. Cornwell ganhou os prêmios Edgar, Creasey, Anthony, e Macavity além do prêmio francês Prix du roman d'aventure, e do Sherlock Award for best detective.